# ВЕС Race Bank
ВЕС Race Bank – британська офшорна вітроелектростанція в Північному морі біля узбережжя Англії, повне введення якої в експлуатацію очікується у 2018 році.
Місце для розміщення ВЕС обрали на практично однаковій відстані – 27 та 28 км – від узбережжя Норфолку та Лінкольнширу. Роботи на суходолі стартували у 2015-му, а в червні наступного року спеціалізоване судно Innovation розпочало спорудження фундаментів майбутніх вітроагрегатів. Монтаж на них турбін здійснювало починаючи з квітня 2017-го року інше спеціалізоване судно Sea Installer.
Продукція перш за все надходитиме на дві офшорні трансформаторні підстанції. Гратчату опорну основу («джекет») вагою 1300 тон та надбудову з обладнанням («топсайд») вагою 1150 тон першої з них встановив у серпні 2016-го плавучий кран великої вантажопідйомності Oleg Strashnov. В березні 2017 року він же розпочав монтаж другої підстанції, «топсайд» якої важив 2900 тон.
Від підстанцій електроенергія подаватиметься по двом головним експортним кабелям довжиною по 70 км, розрахованим на роботу під напругою 220 кВ. Їх проклало за два сезони судно Isaac Newton, так саме як і перемичку довжиною 6 км між офшорними підстанціями. Проходження кабелями прибережної зони провели використовуючи дистанційно керовані гусеничні апарати Sunfish та Moonfish, які запускали з баржі DN120. Після виходу кабелів на суходол на схід від річки Нін починається наземна ділянка довжиною 11 км до підстанції у Волпол (Норфолк). 
Станція складатиметься із розташованих на площі 75 км2 дев’яносто однієї вітрової турбіни компанії Siemens типу SWT-6.0-154 одиничною потужністю 6,3 МВт та діаметром ротора 154 метри. Їх монтують на баштах висотою 110 метрів в районі з глибинами моря від 6 до 26 метрів.
Проект вартістю 1,5 млрд фунтів стерлінгів реалізує данський енергетичний концерн DONG.